# エバーグリーン航空

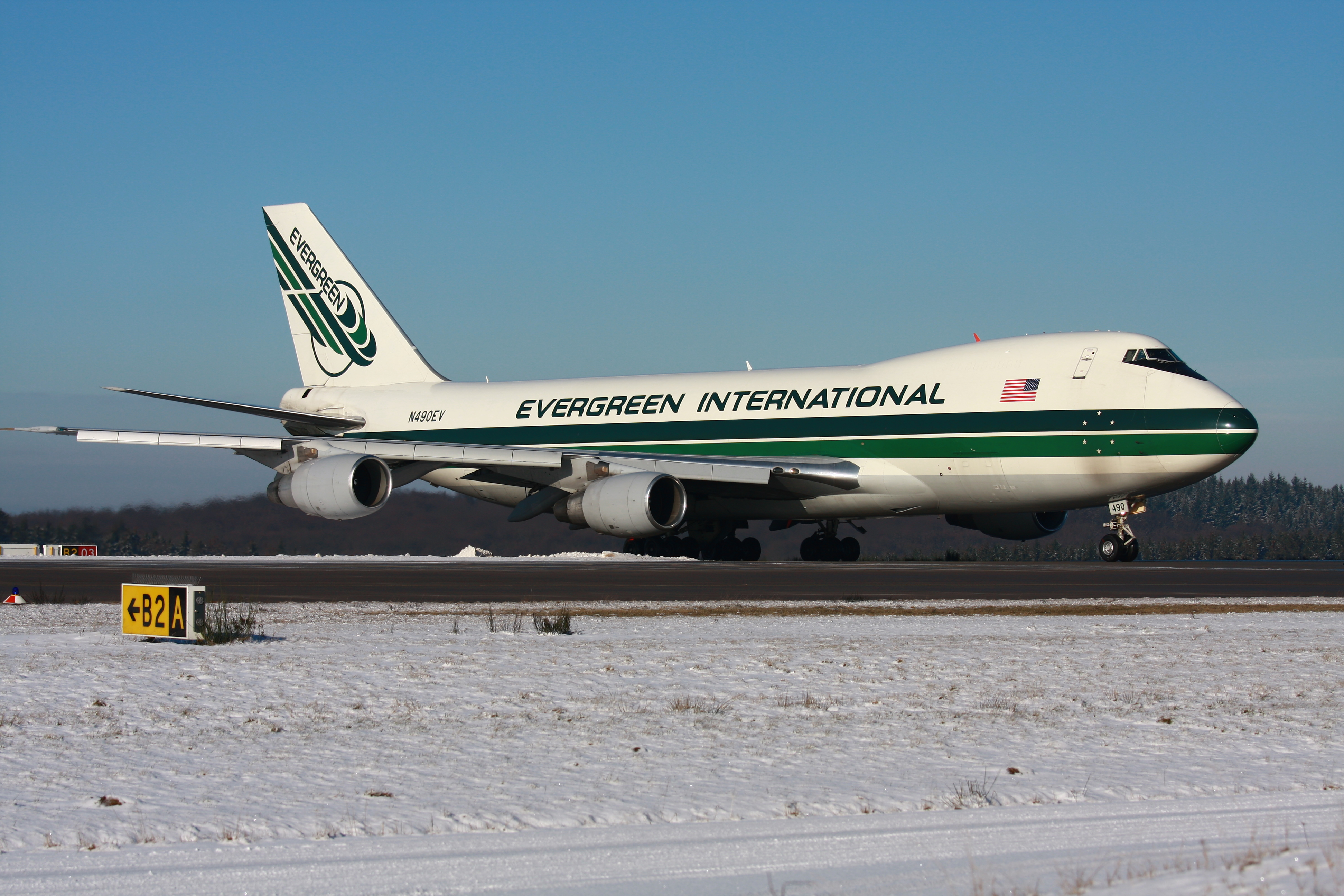
ボーイング B747-200F (N490EV)

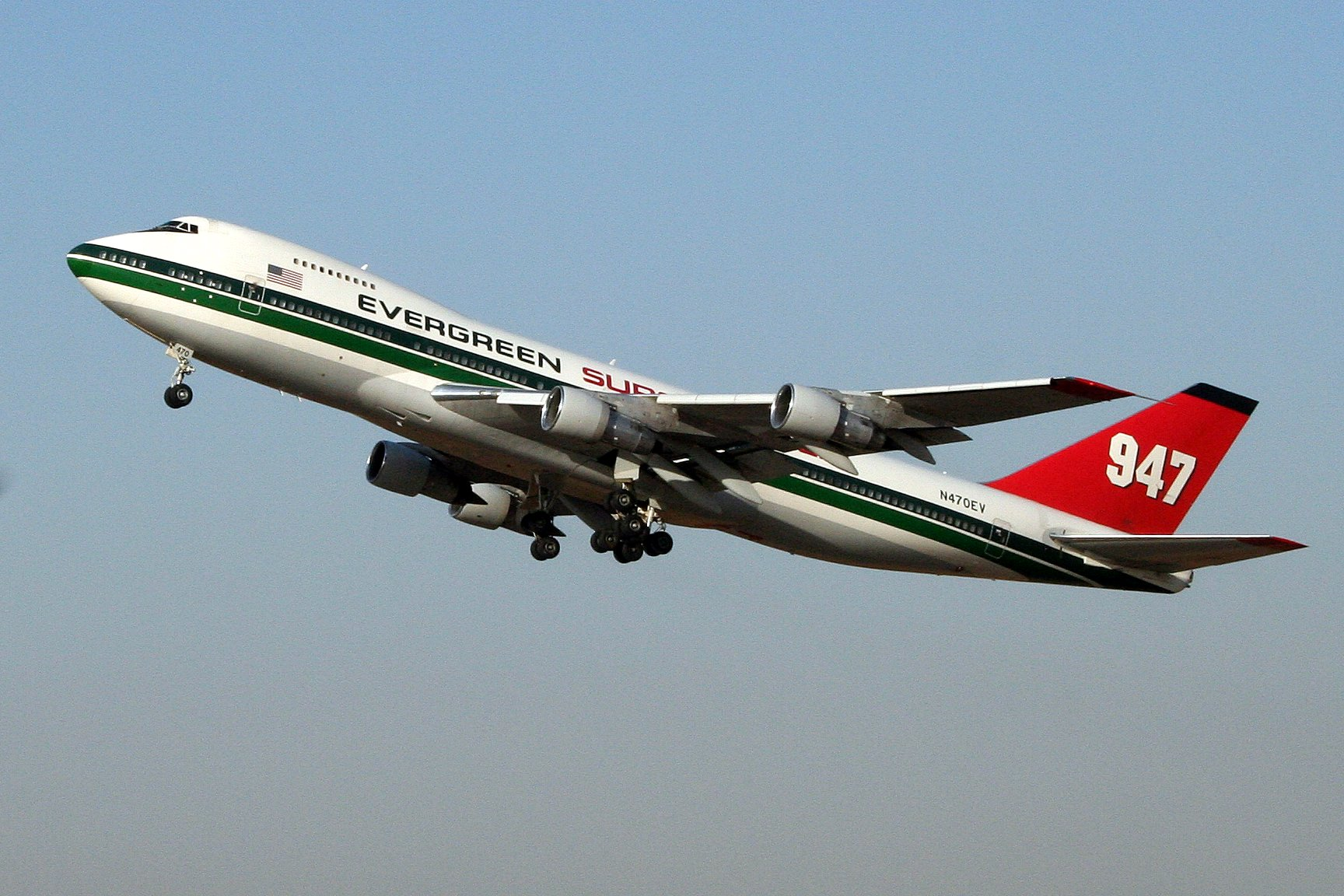
ボーイング747-273C (N470EV)「スーパータンカー」（山林火災消火作業用機）

エバーグリーン航空 (エバーグリーン・インターナショナル航空、エバーグリーン国際航空、Evergreen International Airlines)は、オレゴン州マクミンビルに本社があった航空会社である。エヴァーグリーン航空などとも表記される。
発祥は1960年にオレゴン州ニューバーグに設立されたエヴァーグリーン・ヘリコプータズ社で、1974年にモンタナ州ミズーラに本拠があった山火事消火を得意とするジョンソン・フライングサーヴィスを吸収して固定翼の非定期航空会社となる。同年、アリゾナ州マラーナにあったインターマウンテン・エイヴィエーション社の業務を受け継ぐ形でマラーナエヤパークのリースと大規模の航空機整備、保存、改造業務をエヴァーグリーン・エアセンターとして始める。アメリカ軍と、アドホック、民間定期チャーター及び自社便を運航。アメリカ国外にも多数運航し、海外では香港国際空港をハブ空港としていた。1990年から1996年にかけては日本航空とのウェットリース契約という形で成田国際空港(当時は羽田空港とを区別すべく新東京国際空港)にも乗り入れし、当空港を経由して極東アジアにも乗り入れていたが契約終了後は日本などから姿を消した。L-188, DC-3, C-46, DC-9-15/30, DC-8各種, B727-100, CV580, B747-100/200/400等を運航。持ち株会社のエヴァーグリーン・エイヴィエーション社は航空機運航の他にクリスマスツリーや苗木を育成するエヴァーグリーンファーム、空港地上支援業務のエヴァーグリーン・イーグル、航空機のリース・売買仲介するエヴァーグリーン・イースル等多角の業務に携わっていた。2010年代に入り軍需縮小、不景気、財政難等の理由から2013年12月31日に連邦倒産法第7条（チャプター7）を申請し、会社は運航停止、倒産、のちに解散。
なお、中華民国（台湾）の大手航空会社・エバー航空は親会社が長栄海運（エバーグリーン・マリン）であるが、エバーグリーン航空とは全く関係無く、社名も混同を避けている。

## 保有機種

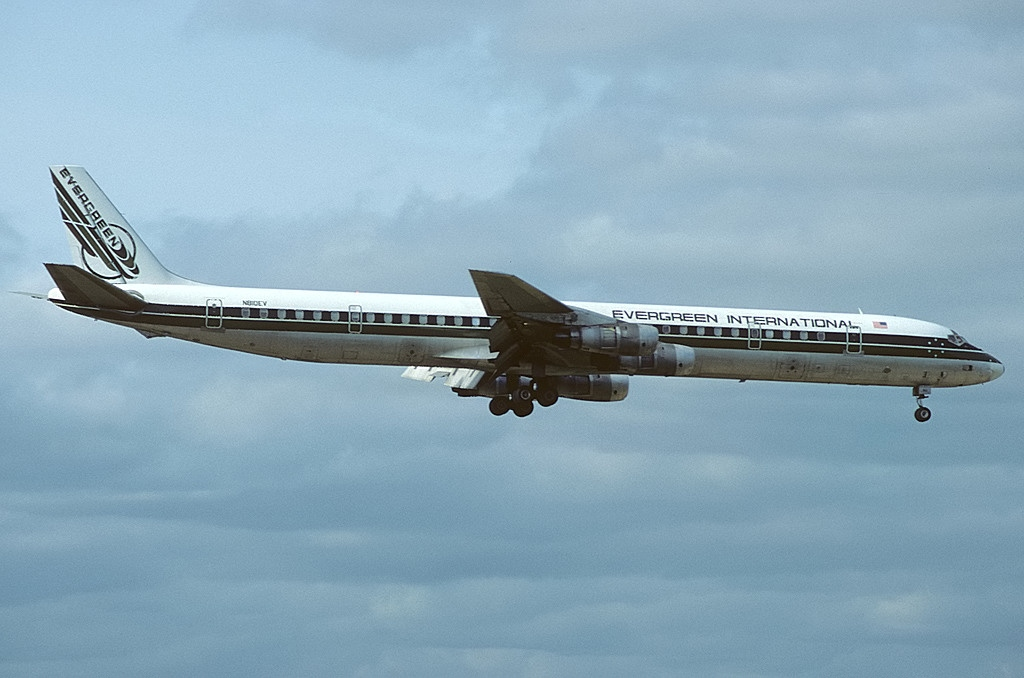
ダグラス DC-8-61

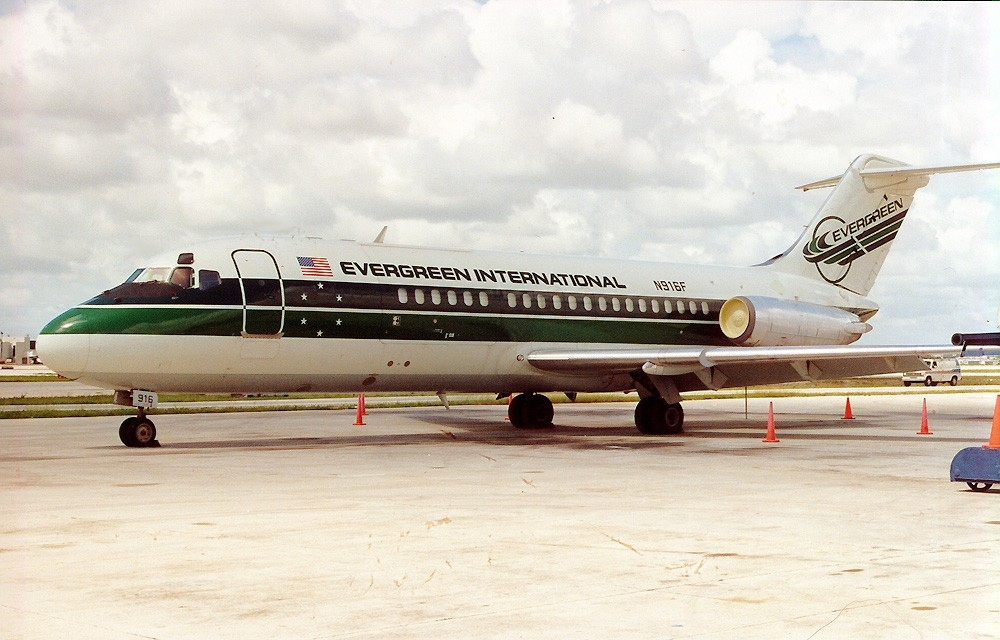
ダグラス DC-9-15

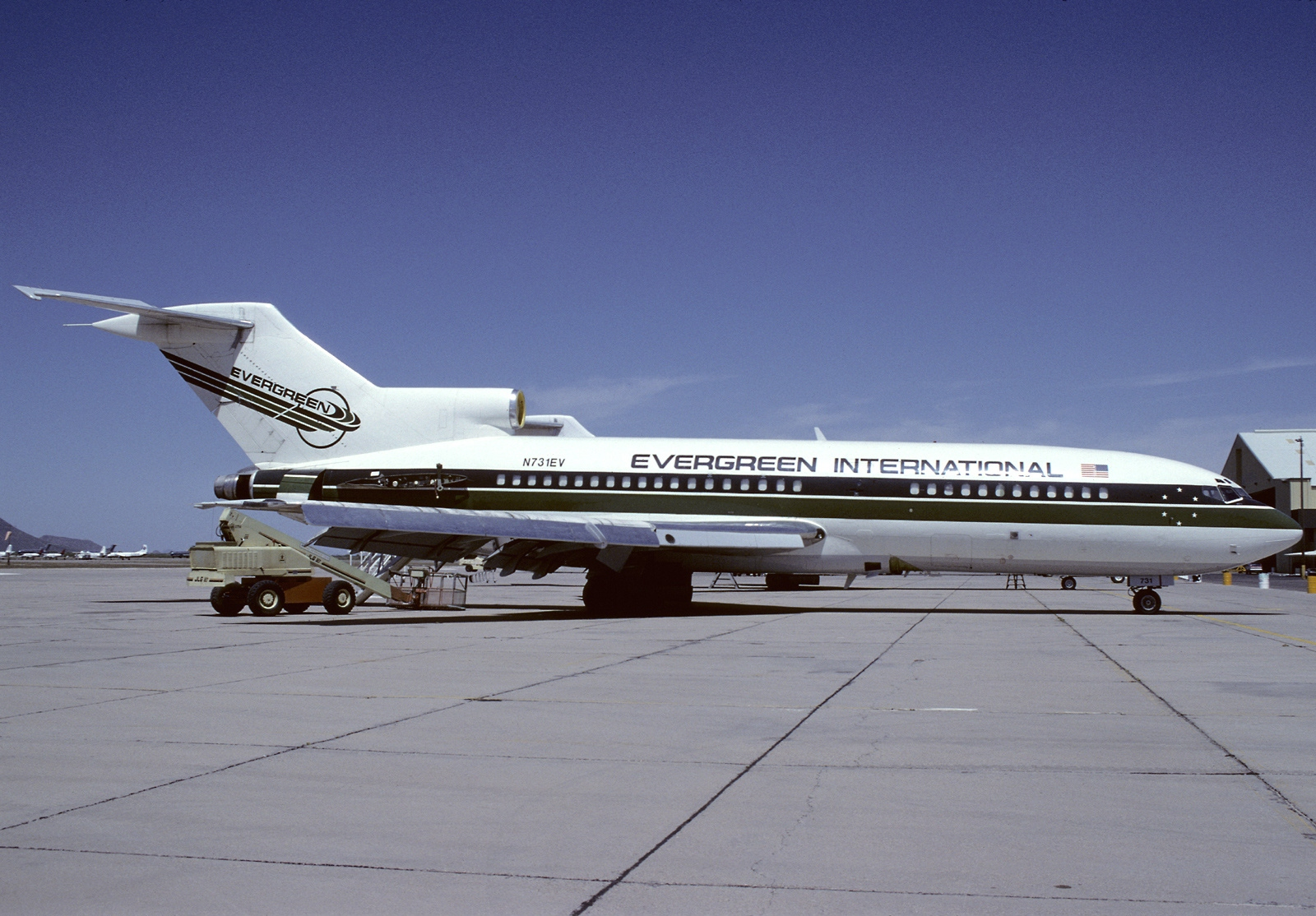
ボーイング 727-27C

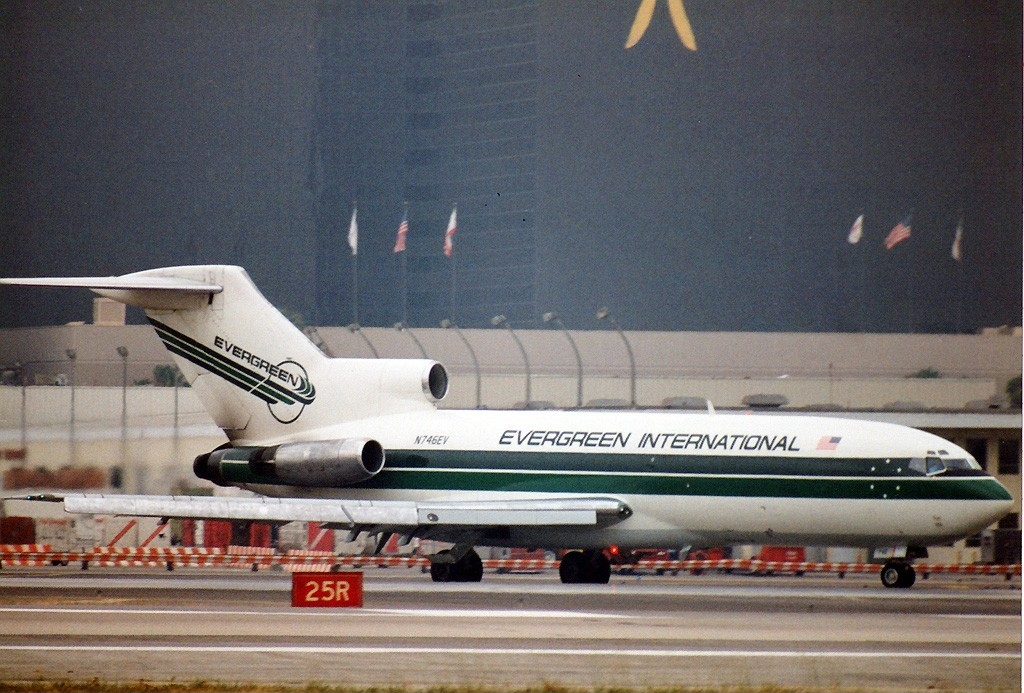
ボーイング 727-46

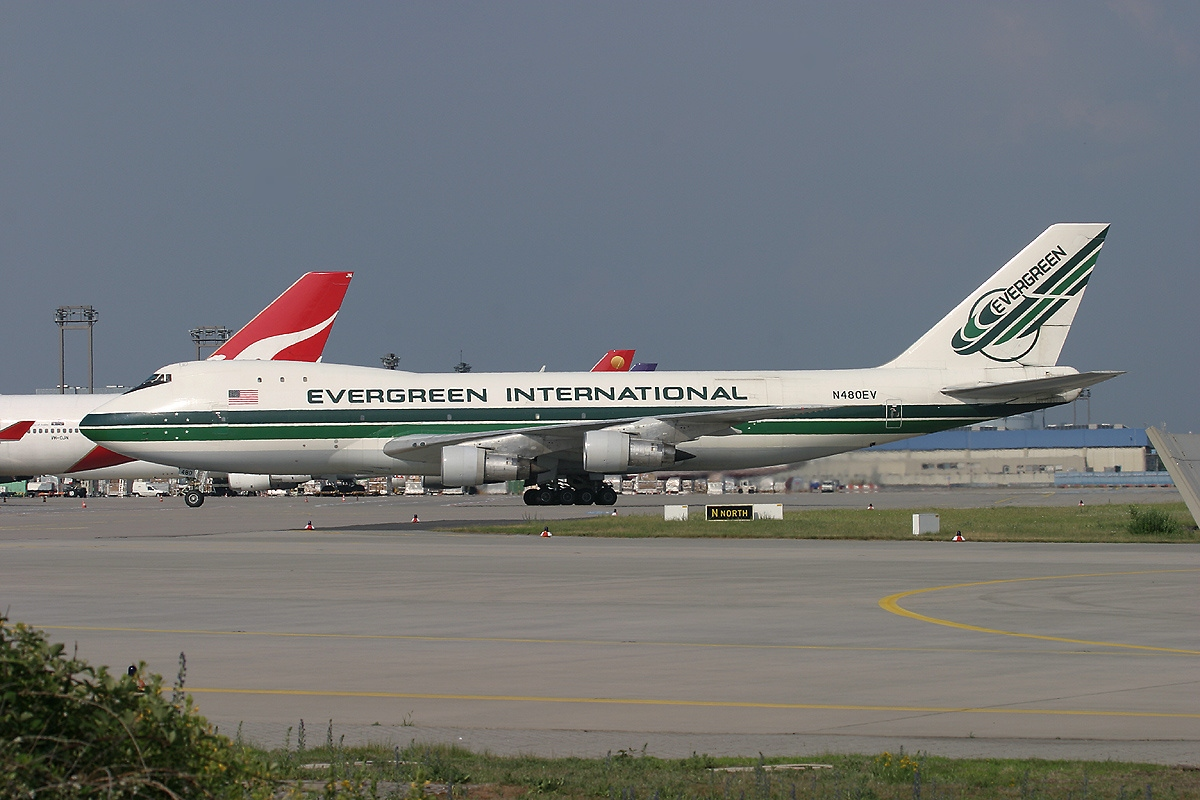
ボーイング 747-121

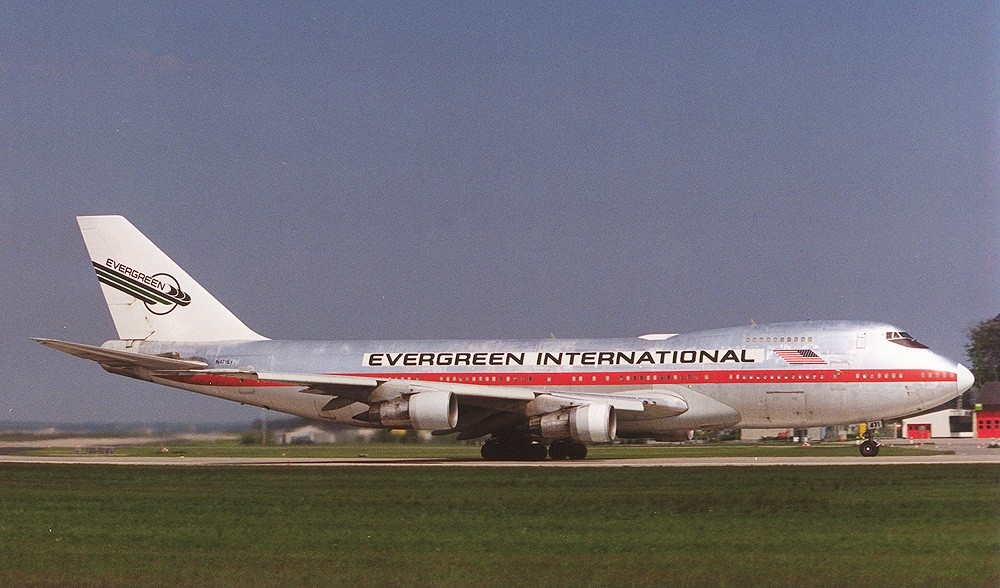
ボーイング 747-273C

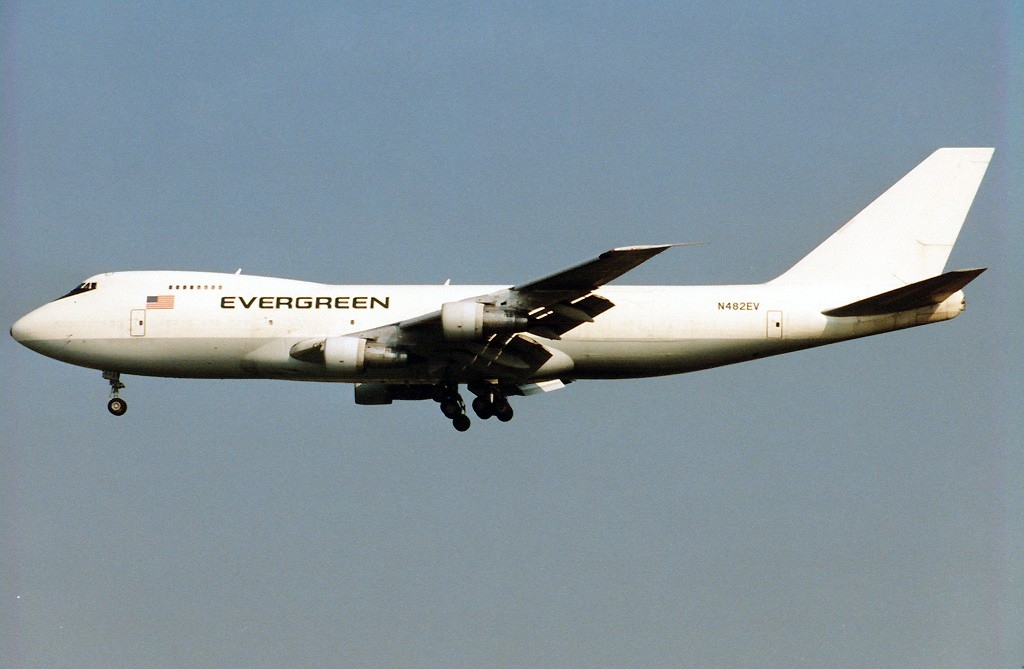
ボーイング 747-212B

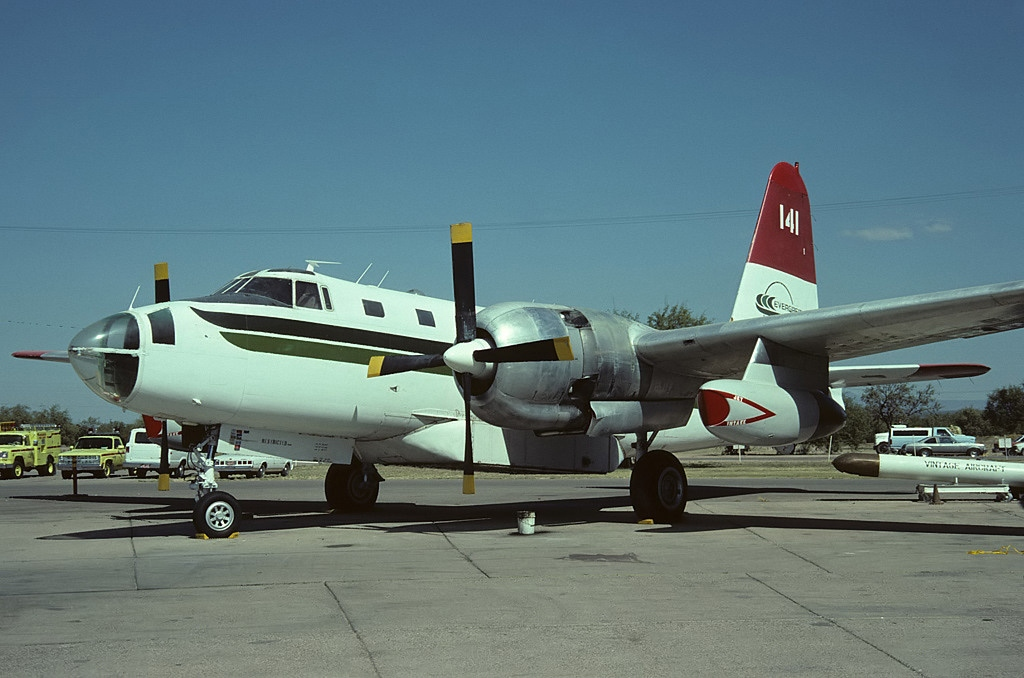
ロッキード P-2E

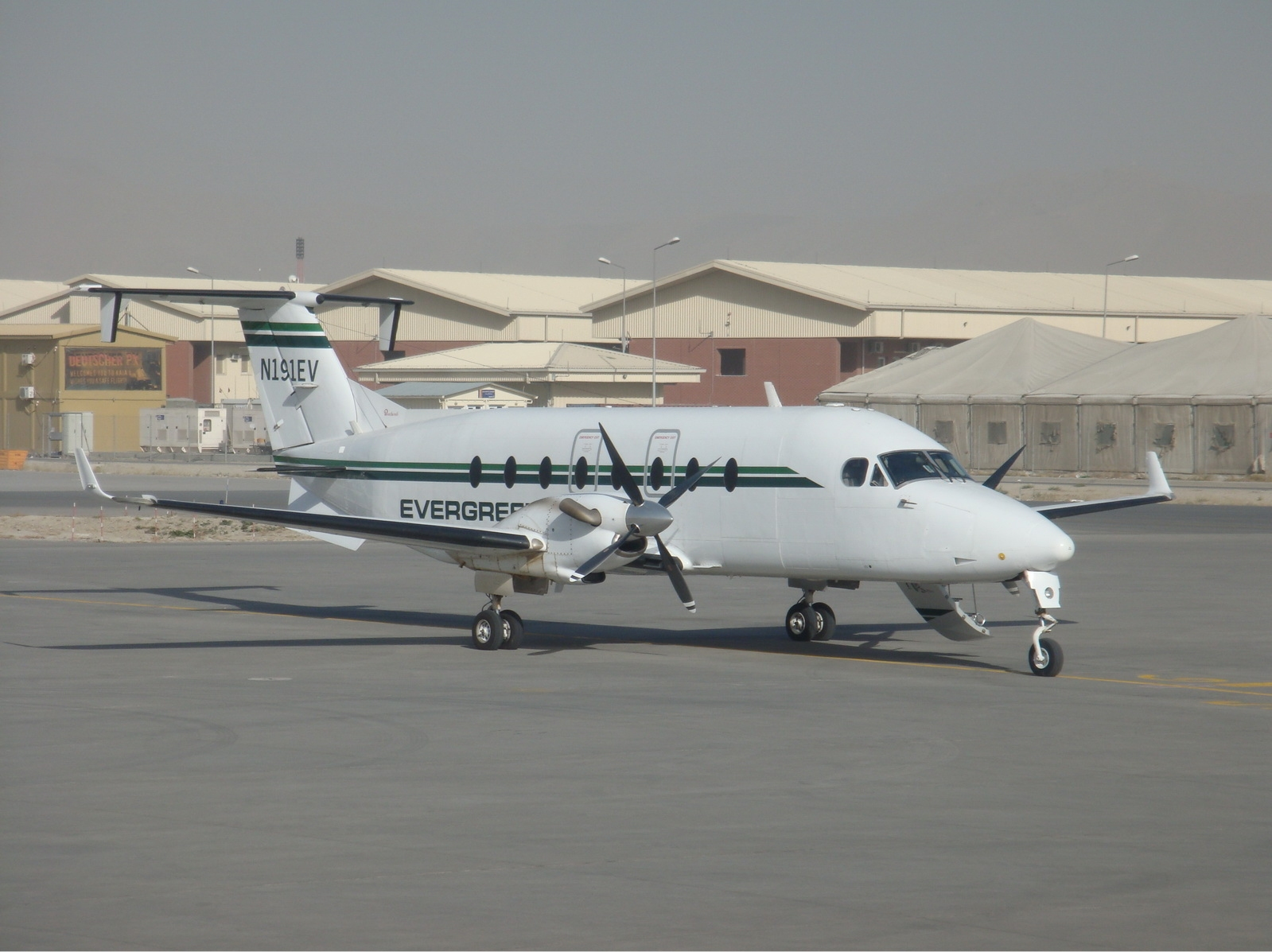
ビーチクラフト 1900

ボーイングが保有する航空機体部品を運搬する専用の大型特殊貨物機「747-400LCF型」（ドリームリフター）4機の運航は2010年7月まで同社が受託していた（現在はアトラス航空が運航）。

## エバーグリーン航空宇宙博物館
オレゴン州マクミンヴィル市のエバーグリーン航空宇宙博物館（Evergreen Aviation & Space Museum）は、エヴァーグリーン国際航空社と密接に関わっている博物館である。H・R・ヒューズが設計し、「スプルース・グース」の愛称でも知られるH-4 ハーキュリーズ飛行艇や、各種軍用機を展示している。
この博物館は名前の通り航空社と関係はあったものの当初から財団による運営を行っていたため、航空社倒産後の現在も営業している。しかし、経営面での補助はあったようで航空社の倒産後に経営不振に陥り、何機かの名機を売却している。

### 歴史
- 1991年 - エヴァーグリーン国際航空社を創業したデルフォード・マイケル・スミスの息子であるマイケル・キング・スミス元空軍大尉が、本社横格納庫を使用して「エヴァーグリーン博物館」の名で創設する。
- 1994年 - 「エヴァーグリーン・エアヴェンチャー博物館」に改称される。
- 1997年 - 1995年3月に自動車事故で亡くなったスミス元大尉を記念して「マイケル・キング・スミス大尉エヴァーグリーン航空教育センター」に改称される。
- 2001年6月6日 - H-4飛行艇の取得に伴う新築が完了する。
- 2006年9月 - 航空博物館の東側に宇宙博物館の建設が開始される。この時点でセンターは宇宙系統の文化財を入手しており、もとの建物に空いた空間がなくなっていた。
- 2008年5月 - 宇宙博物館棟が完成する。
- 2008年6月6日 - 博物館の開館からちょうど7年後のこの日、博物館がグランドオープンする。「エヴァーグリーン航空宇宙博物館」に改称する。
- 2009年 - 博物館がスミソニアン広告プログラムに加盟する。
- 2013年12月31日 - 密接な関係のエヴァーグリーン国際航空社が連邦倒産法第7条（チャプター7）を申請し、翌年6月には破産する。
- 2016年初め - 博物館を運営するマイケル・キング・スミス財団の職員によって、破産申請が発表される。
- 2016年7月 - 敷地の一部がスティーヴ・ダウンが経営するフォールズ・イヴェント・センターによって1,090万ドルで購入される。
- 2020年4月 - 博物館に隣接する285エーカーの土地がストーラーグループによって購入される。ウォーターパークのさらなる増設が計画されている。

### 主な所蔵機
- 所蔵機の詳細は 博物館公式 および各所蔵機の欄を参照されたい。
- P-38、P-51、Bf 109、スピットファイアをはじめとする何種類かの機体は、2014年の経営不振以降に売却された。

| 製造者                                                   | 機種                    | 番号                        | 機体写真 | 備考 |
| -------------------------------------------------------- | ----------------------- | --------------------------- | -------- | --- |
| ライアン・エアロノウティカル                             | PT-22                   | 41-20952 N53438 2161        |          | |
| ダグラス・エアクラフト                                   | DC-3A-197               | NC16070 1910                |          | |
| フォッケ＝ヴルフ・フルークツォイクバウ                   | Fw 190A-7レプリカ       | 431007                      |          | |
| Me 262プロジェクト                                       | Me 262A-1c              | 501242                      |          | 平成になってから同じ寸法で再生産された機体。110999号機の塗装がされている。                                                      |
| フェアチャイルド・エアクラフト・マニュファクチュアリング | PT-19B-FA               | 42-83239 T43-5826           |          | |
| ボーイング                                               | N2S-5                   | 61178 N450UR 75-5300        |          | ステアマンが開発したモデル75ケイデット。                                                                                        |
| パイパー・エアクラフト                                   | L-4H-PI                 | 43-29459 N61827 10750       |          | |
| ダグラス・エアクラフト                                   | A-26C-35-DT             | 44-35439 28718              |          | |
| ダグラス・エアクラフト                                   | AD-5N A-1G              | 132534 8929                 |          | |
| ダグラス・エアクラフト                                   | C-47A-85-DL             | 43-15512 N62376 19978       |          | |
| ヒューズ・エアクラフト                                   | H-4                     | NX37602                     |          | |
| 瀋陽飛機工業公司                                         | JJ-2                    | 242271                      |          | アルバニア空軍機の塗装がされている。                                                                                            |
| リパブリック・エイヴィエーション                         | F-84F-40-GK             | 51-9522 N6950N              |          | ジェネラル・モーターズ社が製造した機体。                                                                                        |
| コンソリデーテッド・ヴァルティー・エアクラフト           | PBV-1A                  | 9815 (RCAF) N249SB CV-249   |          | カナディアン・ヴィッカース社の製造した機体。                                                                                    |
| ミコヤン・グレヴィッチ設計局                             | MiG-17A                 | 115 (BBC) 541393            |          | ブルガリアで運用された機体。 |
| ロッキード                                               | P2V-5 P2V-5F P-2E       | 131502 N202EV 5383          |          | |
| ノースアメリカン・エイヴィエーション                     | FJ-3                    | 136119 194-346              |          | |
| コンソリデーテッド・ヴァルティー・エアクラフト           | F-102A-75-CO            | 56-1368 8-10-585            |          | |
| ノースアメリカン・エイヴィエーション                     | F-100F-10-NA            | 56-3832 243-108             |          | |
| グラマン・エアクラフト・エンジニアリング                 | F9F-8T TF-9J            | 146417 231                  |          | |
| コンソリデーテッド・ヴァルティー・エアクラフト           | F-106A-135-CO           | 59-0137 8-31-26             |          | |
| グラマン・エアクラフト・エンジニアリング                 | YOV-1D                  | 67-18902 103C               |          | |
| ダグラス・エアクラフト                                   | A4D-5 A-4E              | 152070 3A0792 (AMARC) 13458 |          | A-4E 149996号機の塗装がされている。                                                                                             |
| リパブリック・エイヴィエーション                         | F-105F-1-RE F-105G-1-RE | 62-4432 F21                 |          | |
| マクダネル・エアクラフト                                 | F-4C-20-MC              | 63-7647 750                 |          | |
| デ・ハヴィランド・エアクラフト                           | DH.100 FB.52            | IB-1686 (IAF) N174LA        |          | インドのヒンドゥスタン・エアロノウティクス社が製造した機体。VZ309号機の塗装がされている。                                       |
| ロッキード                                               | SR-71A                  | 61-7971 NASA 832 2022       |          | |
| ボーイング                                               | 747-132                 | N481EV 19896/72             |          | 747-100シリーズの機体。現在はウォータースライダーの一部に改造されている。                                                       |
| ボーイング                                               | 747-212B(SF)            | N482EV 20713/219            |          | 747-200シリーズの機体。屋外に放置されている。                                                                                   |
| マクダネル・ダグラス                                     | F-15A-7-MC              | 73-0089 0028/A023           |          | |
| ノースロップ                                             | F-5E                    | 74-1556 741556 R.1216       |          | 空軍から海軍に転籍した機体。国立海軍航空博物館からの貸与品。                                                                    |
| ミコヤン・グレヴィッチ設計局                             | MiG-21MF                | 7600 (SP) 96007600          |          | |
| マクダネル・ダグラス                                     | F-15A-15-MC             | 76-0014 0193/A166           |          | 博物館入口前のロータリーに展示されている。                                                                                      |
| ミコヤン・グレヴィッチ設計局                             | MiG-29                  | 41 (MoAF) 2960721930        |          | 本来は白の「41」という番号で運用されていたが、現在は青の「23」の番号で展示されている。<<9.13>>やファルクラムCと呼ばれる改良型。 |
| グラマン・エアクラフト・エンジニアリング                 | F-14D-170-GR            | 164343 618/D-23             |          | |

## 航空事故

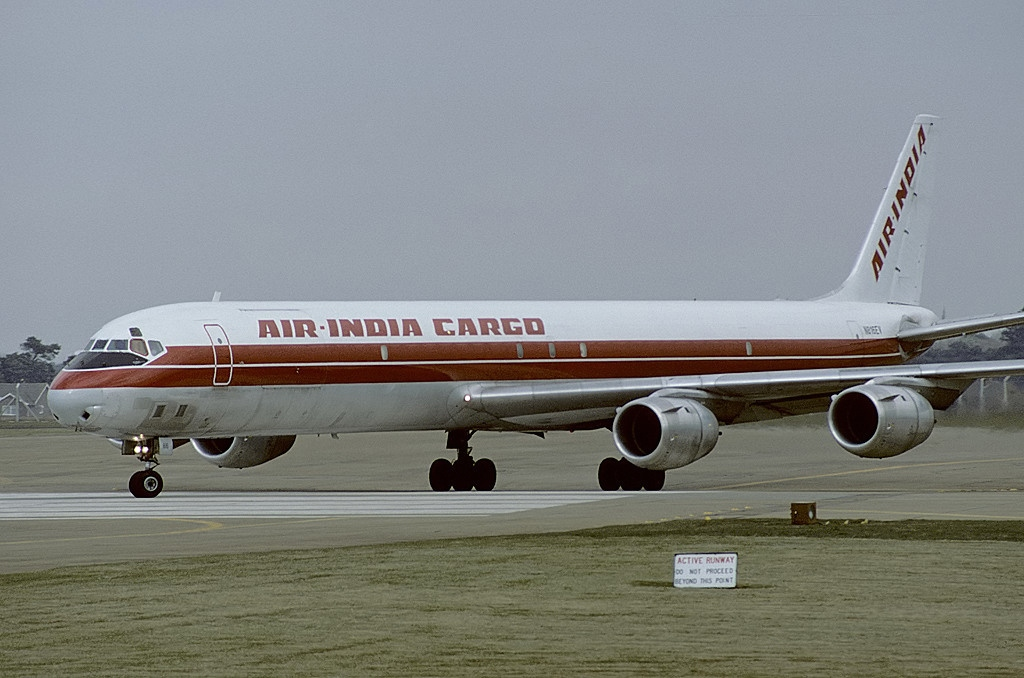
1986年に撮影されたN816EV

- 1985年7月4日、啓徳空港からダムダム空港へ向かっていたエバーグリーン航空機（ダグラス DC-8-73CF、N816EV）が着陸時、左主脚が破損し火災が発生した。乗員3人は無事だった。なお、この便はリース先であるエア・インディア便として運航されていた。
- 1989年3月18日、カースウェル空軍基地からティンカー空軍基地へ向かっていたエバーグリーン航空17便（ダグラス DC-9-33RC、N931F）が、離陸した直後、貨物ドアが開き操縦不能に陥った。機体は左に傾いた状態で墜落し、乗員2人が死亡した。

- 1993年3月31日、アンカレッジ国際空港からシカゴ・オヘア国際空港へ向かっていたエバーグリーン航空46E便（ボーイング 747-121、N473EV）が、離陸直後に乱気流に遭遇。設計限度以上の負荷が生じ、第2エンジンが脱落した。パイロットは緊急事態を宣言し、空港へ引き返した。乗員3人は無事だった。なお、この便はリース先である日本航空便として運航されていた。